# Manoel Vitorino
Manoel Vitorino este un oraș în statul Bahia (BA) din Brazilia.